# Red Amick
Richard Wayne Amick, detto Red (Kansas City, 19 gennaio 1929 – Crystal River, 16 maggio 1995), è stato un pilota automobilistico statunitense.
Tra il 1950 e il 1960 la 500 Miglia di Indianapolis faceva parte del Campionato mondiale di Formula 1, per questo motivo Amick ha all'attivo anche 2 Gran Premi nella massima serie motoristica.

## Risultati in Formula 1
| 1959 | Scuderia       | Vettura      |  |     |  |  |  |  |  |  |  |  |  | Punti | Pos. |
| ---- | -------------- | ------------ |  | --- |  |  |  |  |  |  |  |  |  | ----- | ---- |
| 1959 | Wheeler-Foutch | Kurtis Kraft |  | Rit |  |  |  |  |  |  |  |  |  | 0     |      |

| 1960 | Scuderia    | Vettura |  |  |    |  |  |  |  |  |  |  |  | Punti | Pos. |
| ---- | ----------- | ------- |  |  | -- |  |  |  |  |  |  |  |  | ----- | ---- |
| 1960 | King O'Lawn | Epperly |  |  | 11 |  |  |  |  |  |  |  |  | 0     |      |

| Legenda | 1º posto     | 2º posto | 3º posto    | A punti         | Senza punti/Non class.  | Grassetto – Pole position Corsivo – Giro più veloce |
| Legenda | Squalificato | Ritirato | Non partito | Non qualificato | Solo prove/Terzo pilota | Grassetto – Pole position Corsivo – Giro più veloce |